# Distretto di Luqiao
Il distretto di Luqiao (路桥区S, Lùqiáo QūP) è un distretto della Cina, situato nella provincia dello Zhejiang.